# Пингвинаин

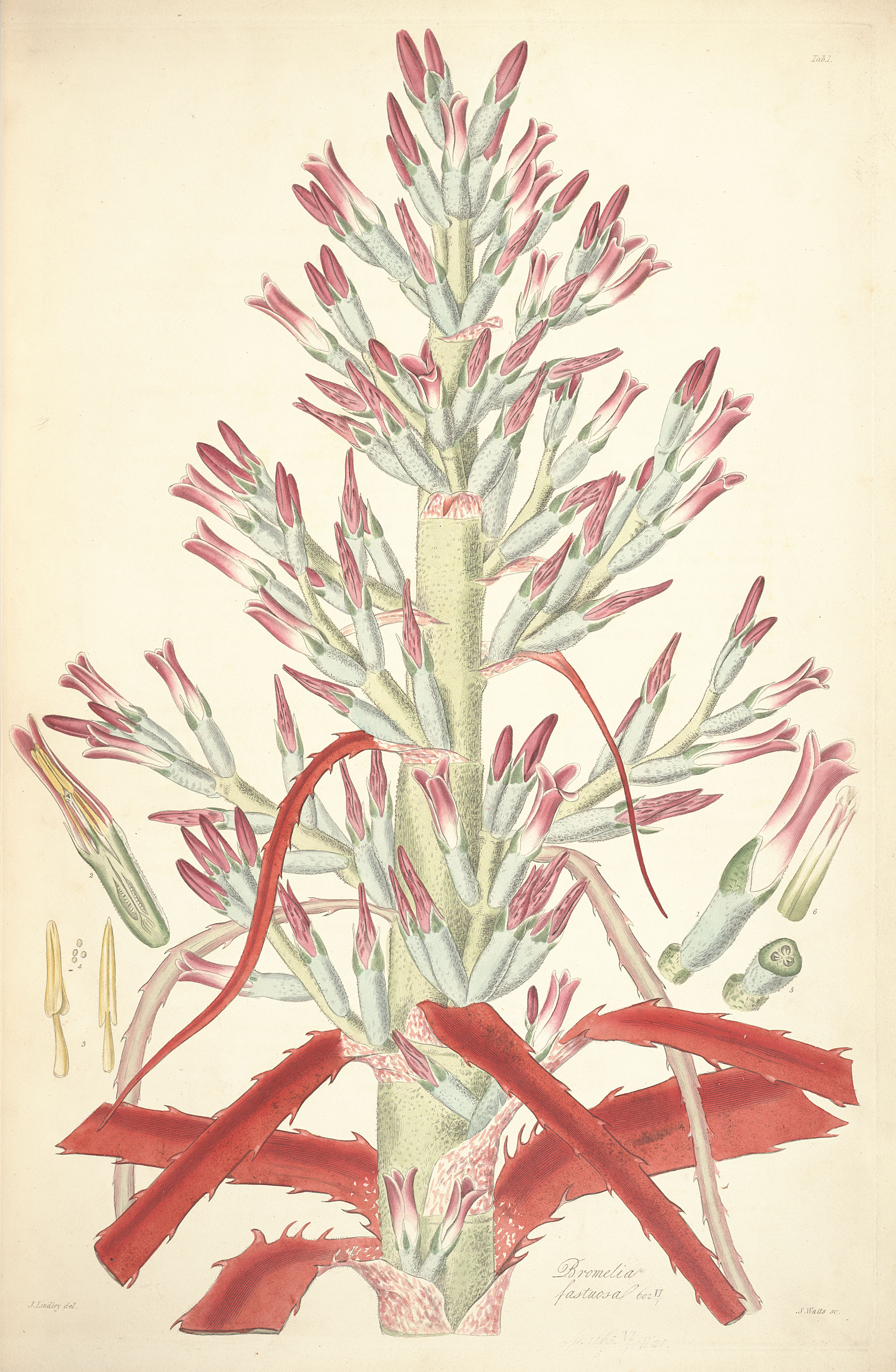
Бромелия пингвин. Иллюстрация из книги Джона Линдли Collectanea botanica… (1821)

Пингвинаин (англ. Pinguinain) — биологически активное вещество, протеолитический фермент (протеаза).
Содержится в бромелии пингвин (Bromelia pinguin), травянистом растении из семейства Бромелиевые. В диком виде это растение встречается в Мексике, Центральной и Южной Америке.
Может быть выделен и очищен путём высокоскоростного центрифугирования сока, полученного из плодов Bromelia pinguin, с дальнейшим осаждением примесей с помощью добавления щелочей, новым центрифугированием для удаления осадка и последующей фильтрацией.
Одной из примечательных особенностей пингвинаина является то, что он показывает очень высокую устойчивость к нагреванию.